# أسرار (رواية)
أسرار (بالإنجليزية: Secrets)‏، هي إحدى روايات الروائية الأمريكية دانيال ستيل، وهي من الروايات الرومانسية.

## نبذة قصيرة
تدور أحداث الرواية عن طاقم تمثيل عرض تليفزيوني بين نيويورك ولوس انجلوس حيث تسبر أغوارهم وتظهر ما خفي تحت المظاهر اللامعة.